# Rhododendron sinonuttallii
Rhododendron sinonuttallii är en ljungväxtart som beskrevs av I. B. Balf och Forrest. Rhododendron sinonuttallii ingår i släktet rododendron, och familjen ljungväxter. Inga underarter finns listade i Catalogue of Life.